# Södersjukhuset
Södersjukhuset, även kallat och förkortat Sös, är ett akutsjukhus beläget på Södermalm i centrala Stockholm. Byggnaden uppfördes och utrustades under andra världskriget. För utförandet stod arkitekterna Hjalmar Cederström och Hermann Imhäuser med Toll Byggnads AB som entreprenör. Vid färdigställandet 1944 var det Nordens största sjukhus.
Sjukhuset är en förvaltning som tillhör akutsjukhusnämnden inom Region Stockholm. Sös är det största av de två akutsjukhus som idag finns inom Stockholms kommuns gränser. Det andra är Capio S:t Görans sjukhus på Kungsholmen.

## Bakgrund
År 1929 fick generalfältläkaren Fritz Bauer och ingenjören Hjalmar Cederström i uppdrag att utarbeta förslag till alternativa utbyggnader av Stockholms sjukhus. De expanderande södra stadsdelarna saknade ett sjukhus och Cederström vidgade frågan till att gälla hela folkhälsan i den växande storstaden. Översynen var klar den 31 maj 1930 då han presenterade en "Generalplan för Stockholms sjukhusfrågor". Arbetet fortsatte med en planering av ett nytt centralsjukhus på Södermalm. Efter många diskussioner och motsättningar fick Cederström 1937 huvudansvaret för ett nytt sjukhusbygge på platsen för Årstalundens reservoar intill Årstavikens södra sluttning. Här fanns redan sedan 1911 Sachsska barnsjukhuset.

## Byggnad och arkitektur
Södersjukhusets byggnad uppfördes 1937–1944 av byggbolaget Toll Byggnads AB efter Hjalmar Cederströms och Hermann Imhäusers ritningar. Cederström ledde arbetet och var den drivande kraften. Imhäuser stod, tillsammans med en grupp tyska arkitekter för ritningarna. Imhäuser hade kommit till Stockholm 1932 för att delta i en arkitekttävling men skulle stanna kvar i Sverige livet ut. Imhäuser var anställd vid Cederströms arkitektkontor och han övertog ansvaret för bygget när Hjalmar Cederström pensionerade sig 1947. Inom sjukhusområdet är en gata uppkallad efter honom.
Planeringen föregicks av flera års omfattande utredningsarbete och studieresor i utlandet. Innan Södersjukhuset byggdes uppfördes svenska sjukhus som paviljonger med friliggande byggnader inom ett område. I Södersjukhuset skulle alla funktioner samlas i stort komplex bestående av två parallella block (sängbyggnaden och behandlingsbyggnaden) som sammankopplades av förbindelselängor och transportkulvertar. Sängbyggnaden lades åt söder med utsikt över Årstaviken. Programarbetet var omfattande och skedde i nära samarbete med sjukhuspersonalen. Utrustning och inredning testades i fullskalemodeller. Sjukhuset byggdes och utrustades under andra världskriget vilket innebar brist på arbetskraft och byggmaterial. Resultatet blev en funktionalistisk skapelse med putsade fasader i skinande vitt . Det fanns plats för 1200 bäddar och kapaciteten var 1000 ambulerande patienter per dygn. Karolinska sjukhuset kunde vid denna tiden ta emot 800 patienter. Under intrycket av kriget fanns även planer att inrätta ett krigssjukhus under Sös. Ett 4 700 m² stort bergrum sprängdes ut, men intresset svalnade efter freden 1945. Kvar blev bara råberget, som sedan användes som förråd samt ett eget järnvägsspår (läs mer: Katastrofsjukhuset).

### Historiska bilder

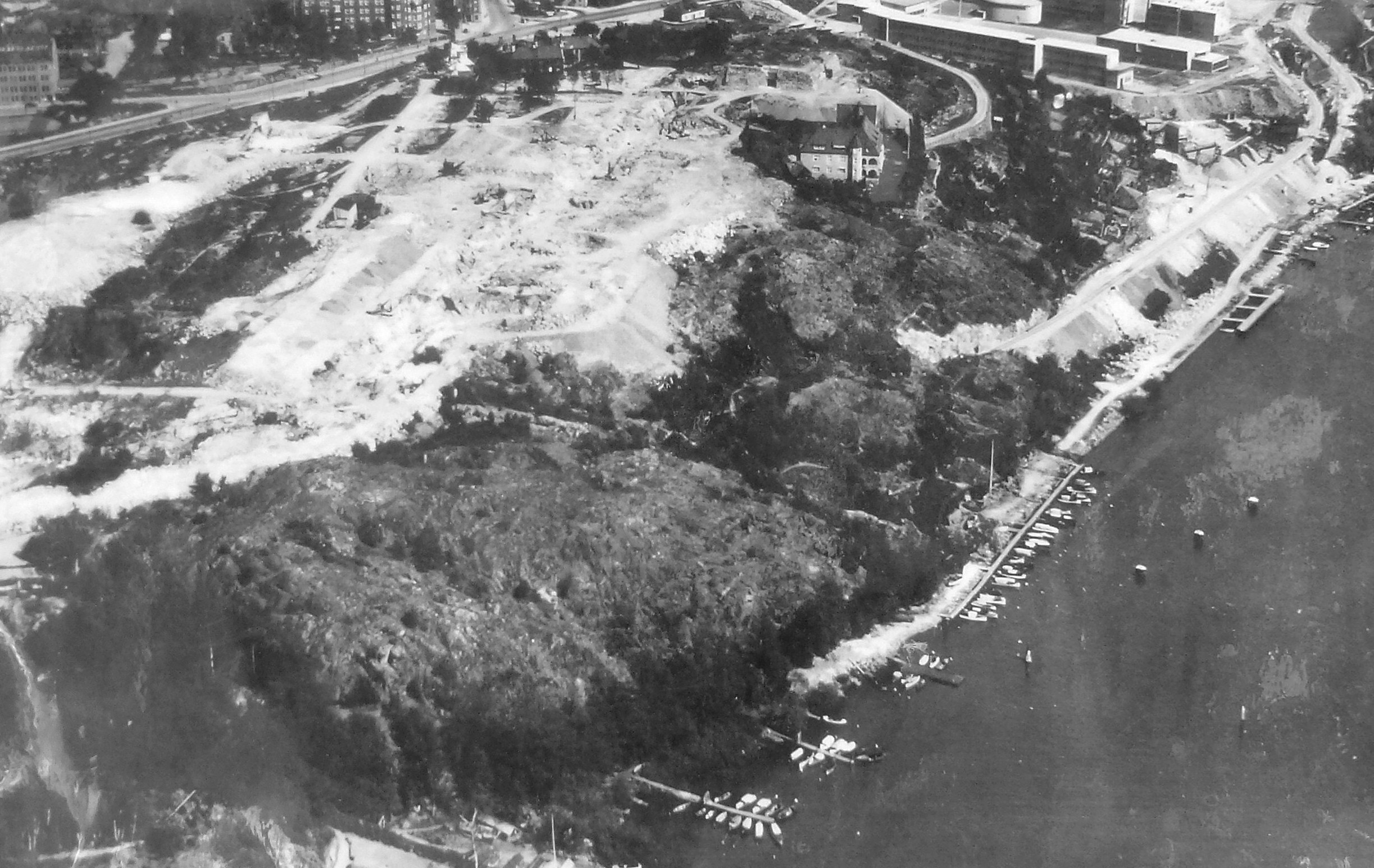
Anläggningsarbetena har börjat, 1938. På berget syns Sachsska barnsjukhuset.
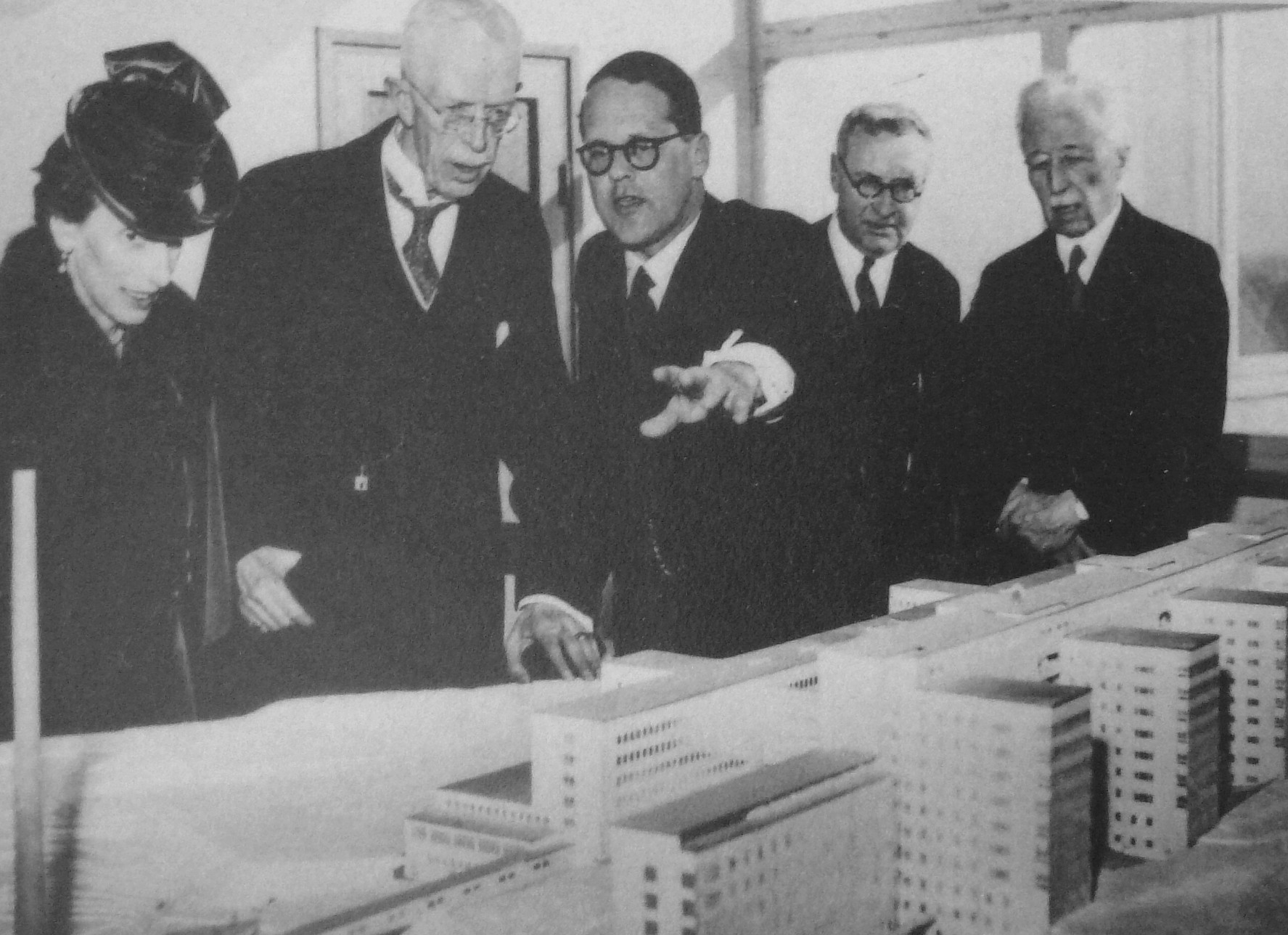
Invigning 3 april 1944. Södersjukhusmodellen förklaras för Gustaf V.
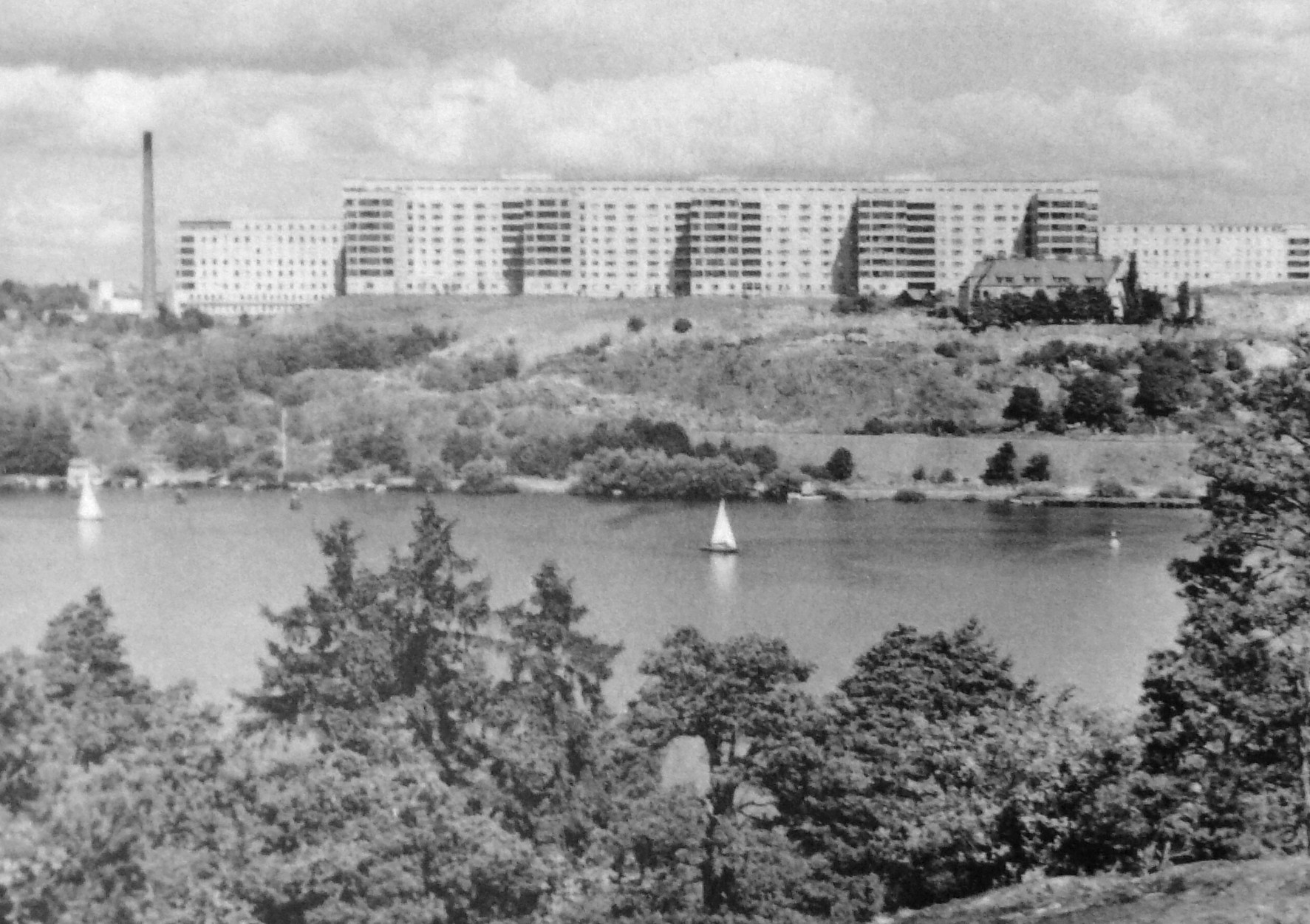
Södersjukhuset 1951.
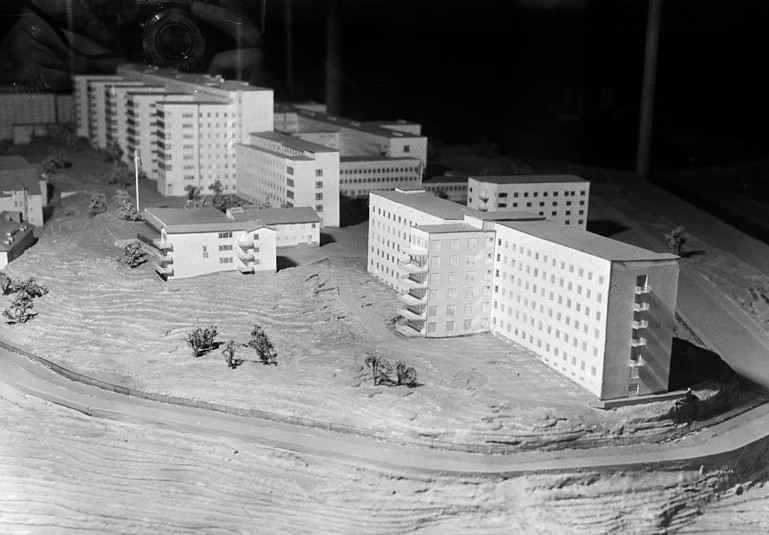
Modellen för det nya vårdhemmet, 1950-tal. I bakgrunden syns Södersjukhuset.

Sängbyggnaden är 335 meter lång och sjukhuset hade ett huvudkök samt nio stycken filialkök. Tre vedeldade ångpannor som förbrukade 200 m³ ved per dygn genererade tio ton ånga per timme som gick ut till sjukhusets 4 500 värmeelement. Ångan drev även ett par ångturbiner vilka levererade elektrisk kraft till sjukhuset samt dess egen pumpstation. Sjukhuset ligger så högt att stadens dricksvattensystem på 1940-talet inte orkade upp högre än till första våningen.
Invigningen skedde den 3 april 1944; då var det nordens största sjukhus och 1953 var det fortfarande Sveriges största byggnad. Vid invigningen närvarade Gustaf V, Kronprinsessan Louise, Prins Eugen och Ivar Öman. Överståthållare  Torsten Nothin förklarade byggnadens funktioner med hjälp av en modell. Vid invigningen tillkännagav Paul Toll att han gjort en donation som skulle användas för sjukhusets konstnärliga utsmyckning.

### Nutida bilder

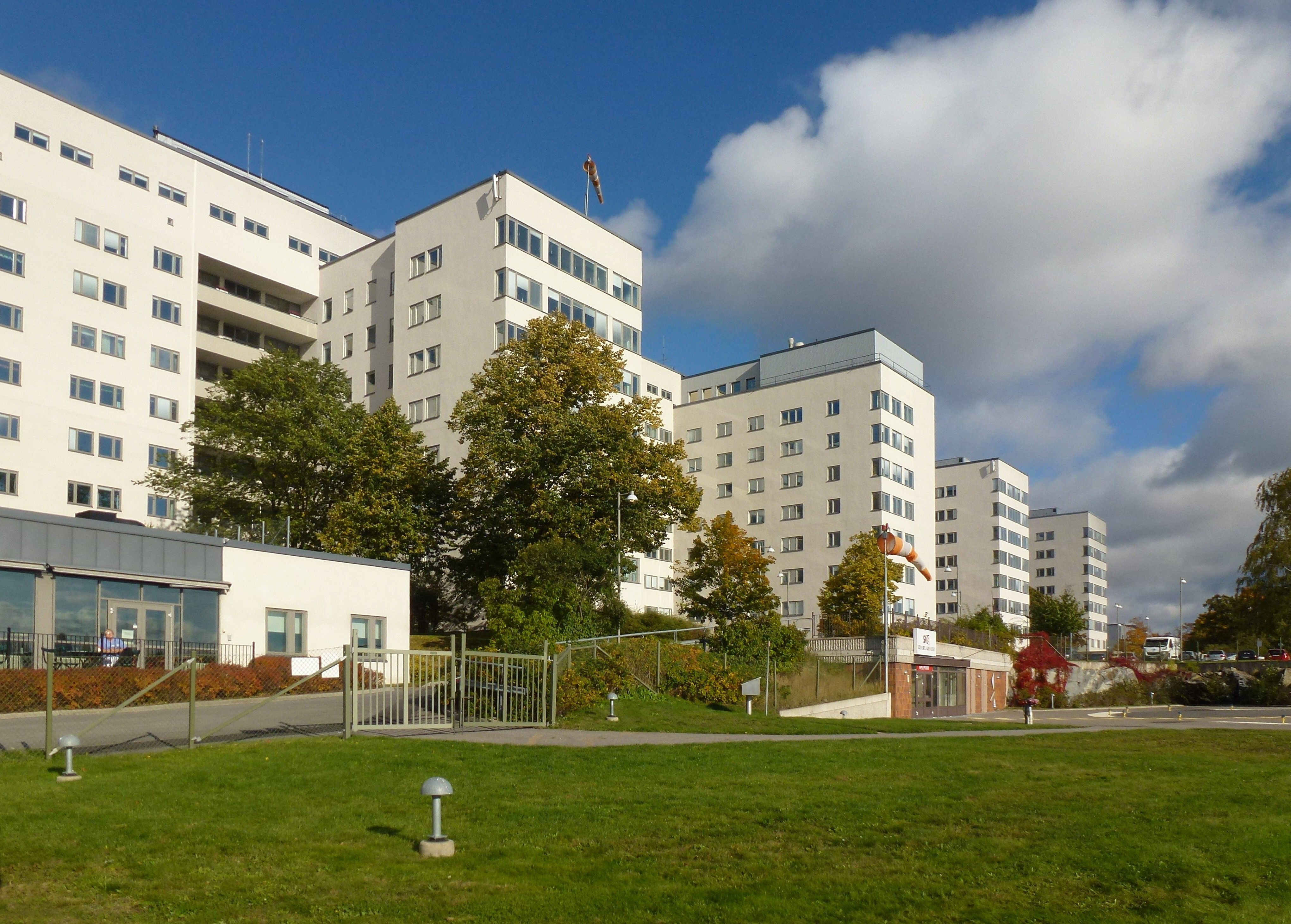
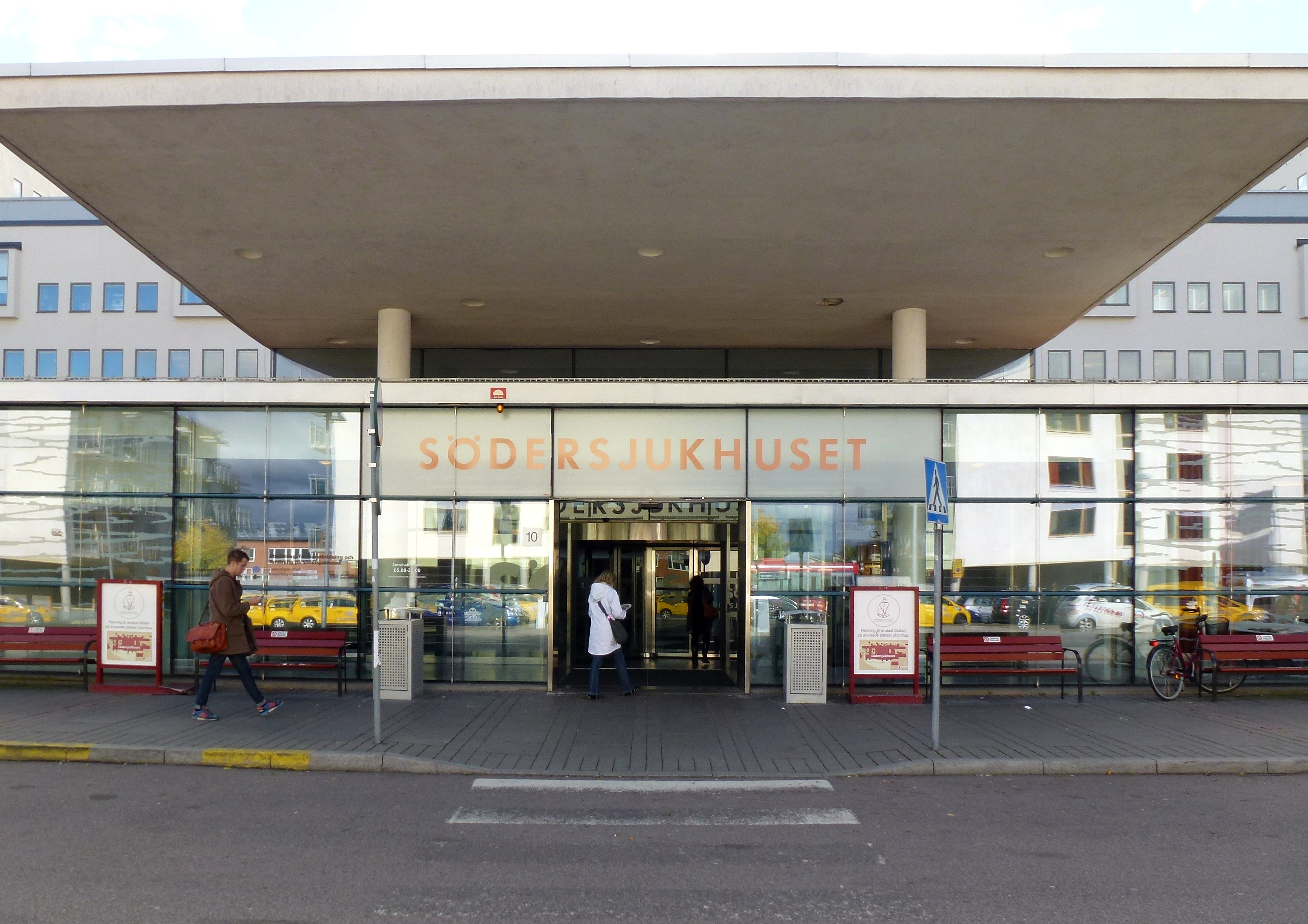
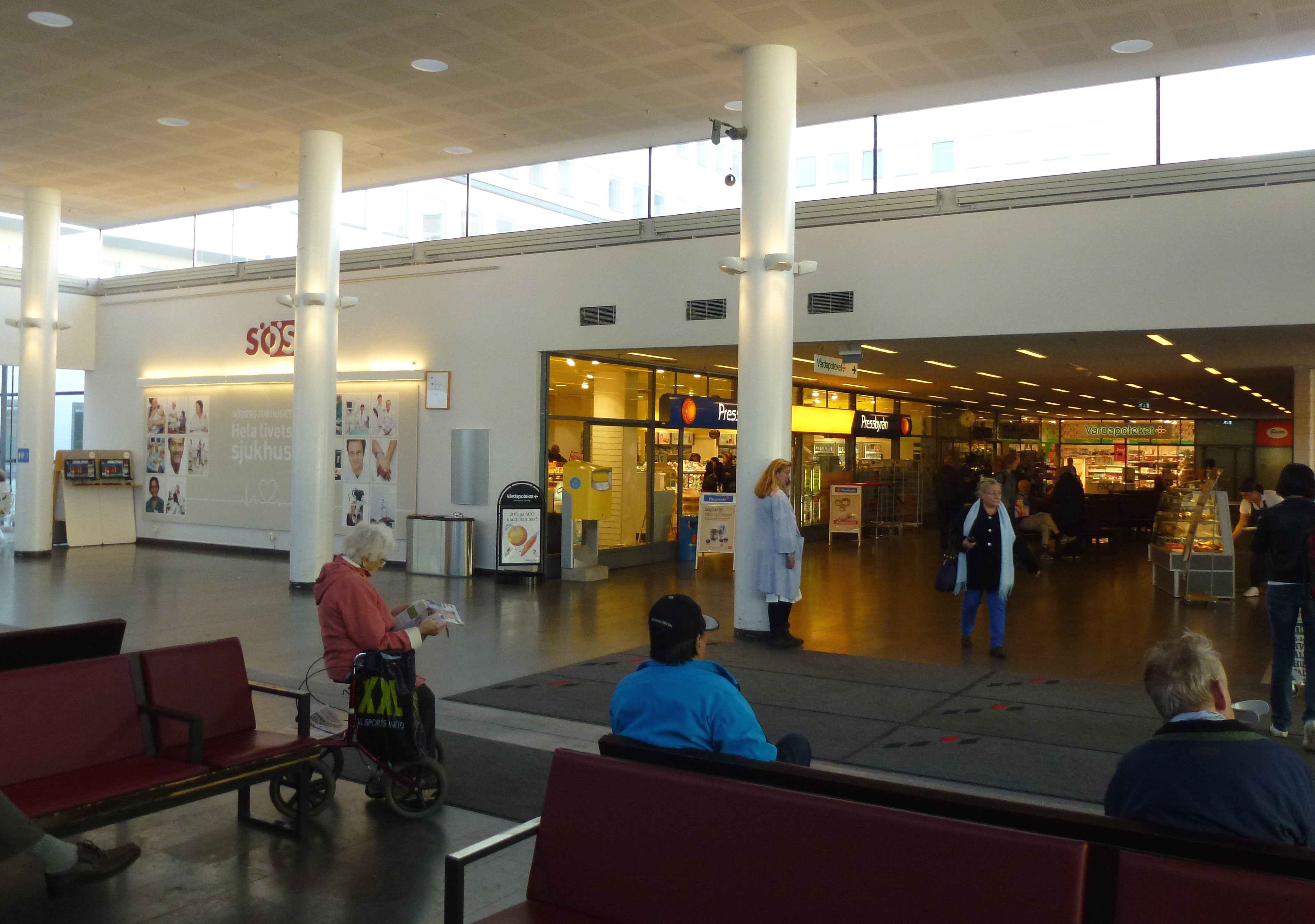
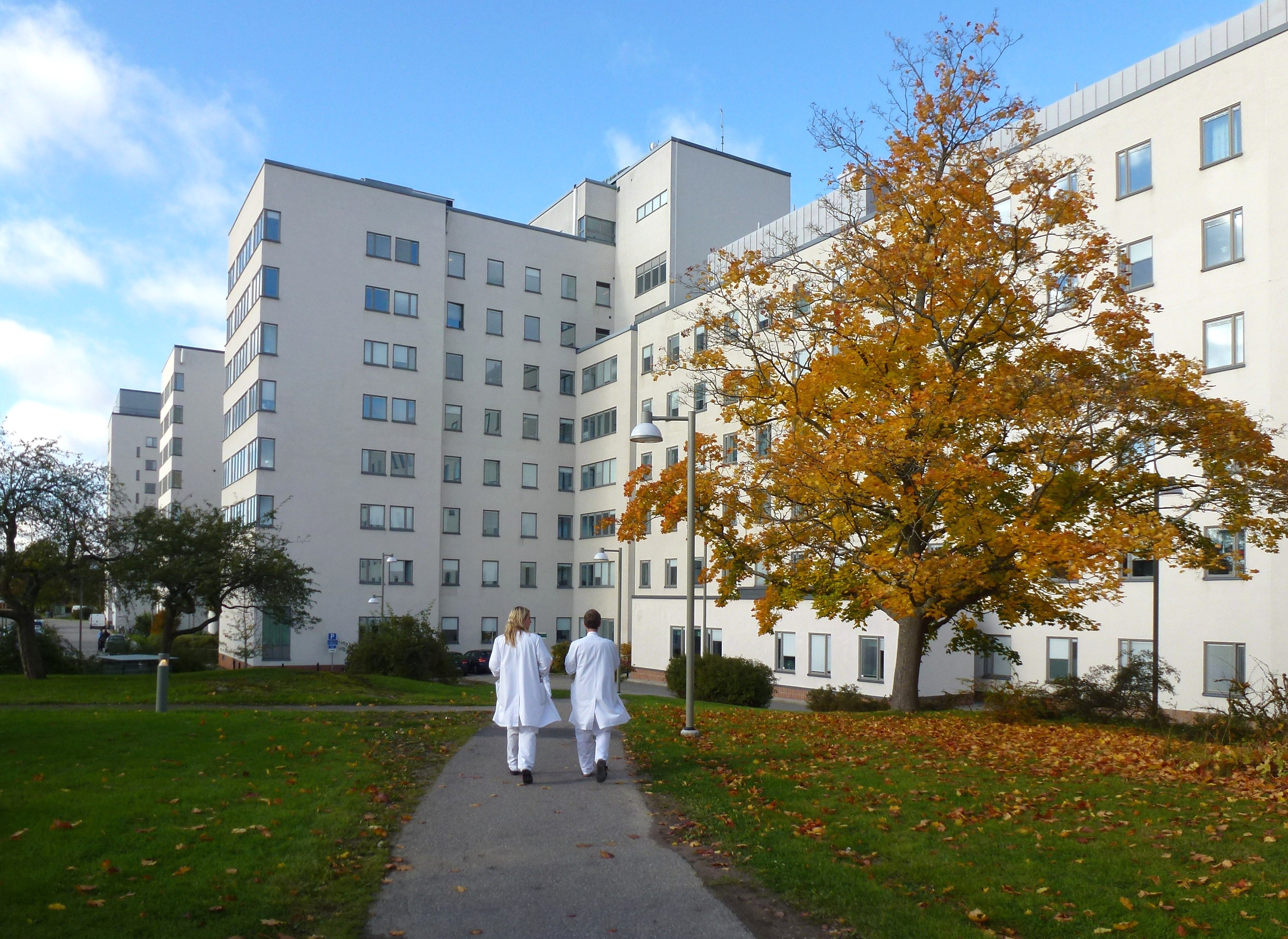

## Konstnärlig utsmyckning
Innan och utanför Södersjukhuset finns flera hundra konstverk. Här kan nämnas Anders Kappels Koloni 1-3 av kopparplåt från år 2000 och Tyra Lundgrens stengodsrelief Svanbrunnen från 1953. Båda finns i entréhallen. Utanför huvudentrén märks vattenskulpturen Body & soul av Fredrik Wretman. Den består av två skulpturer i patinerad brons som är placerade i och vid varsin spegeldamm. Skulpturerna blir fullständiga först i vattens spegling, det vill säga utan spegling finns verket bara till hälften. I parken utanför lekterapin har Dan Wolgers gjort Barnens lekplats som är en kopia av lekplatsen i dockskåpsstorlek, allt i galvaniserat stål. Skulpturen Tills tidvattnet kommer av japanskan Henjasaj N Koda visar en stor fåtölj med en snäcka i marmorbetong. Den placerades först i väntrummet i barnakutmottagning på Sachsska barnsjukhuset. År 2002 flyttades den till grönområdet utanför Södersjukhuset. Mot den vita fasaden på sydsidan avtecknar sig Farkost, en skulptur i cortenstål av Sven Olof Sundberg från 1997. Bland andra konstnärer finns Matti Haupt, Jacob Dahlgren, Maria Friberg och Roland Persson.

### Bilder konstnärlig utsmyckning (urval)

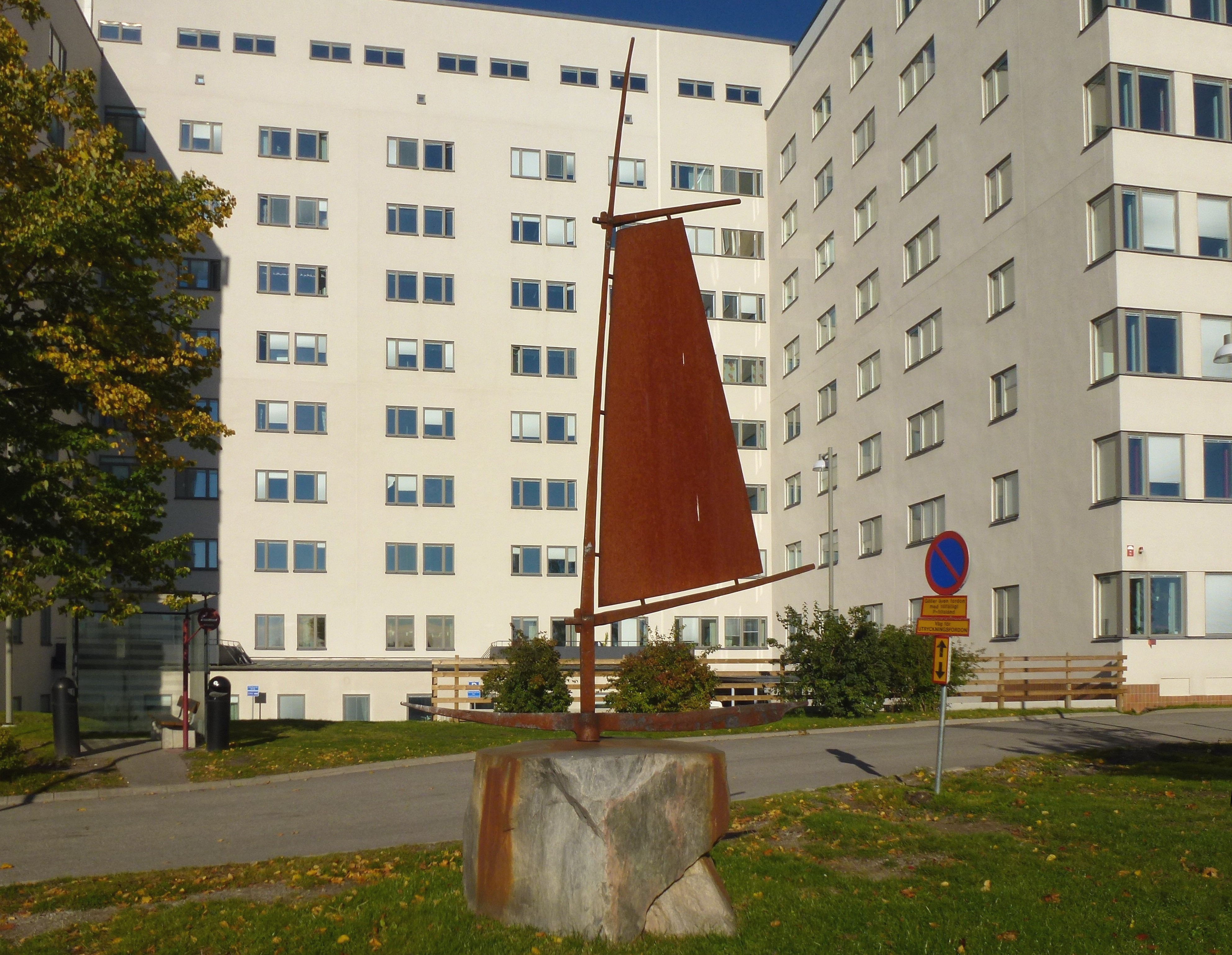
"Fartyg" i cortenstål av Sven Olof Sundberg
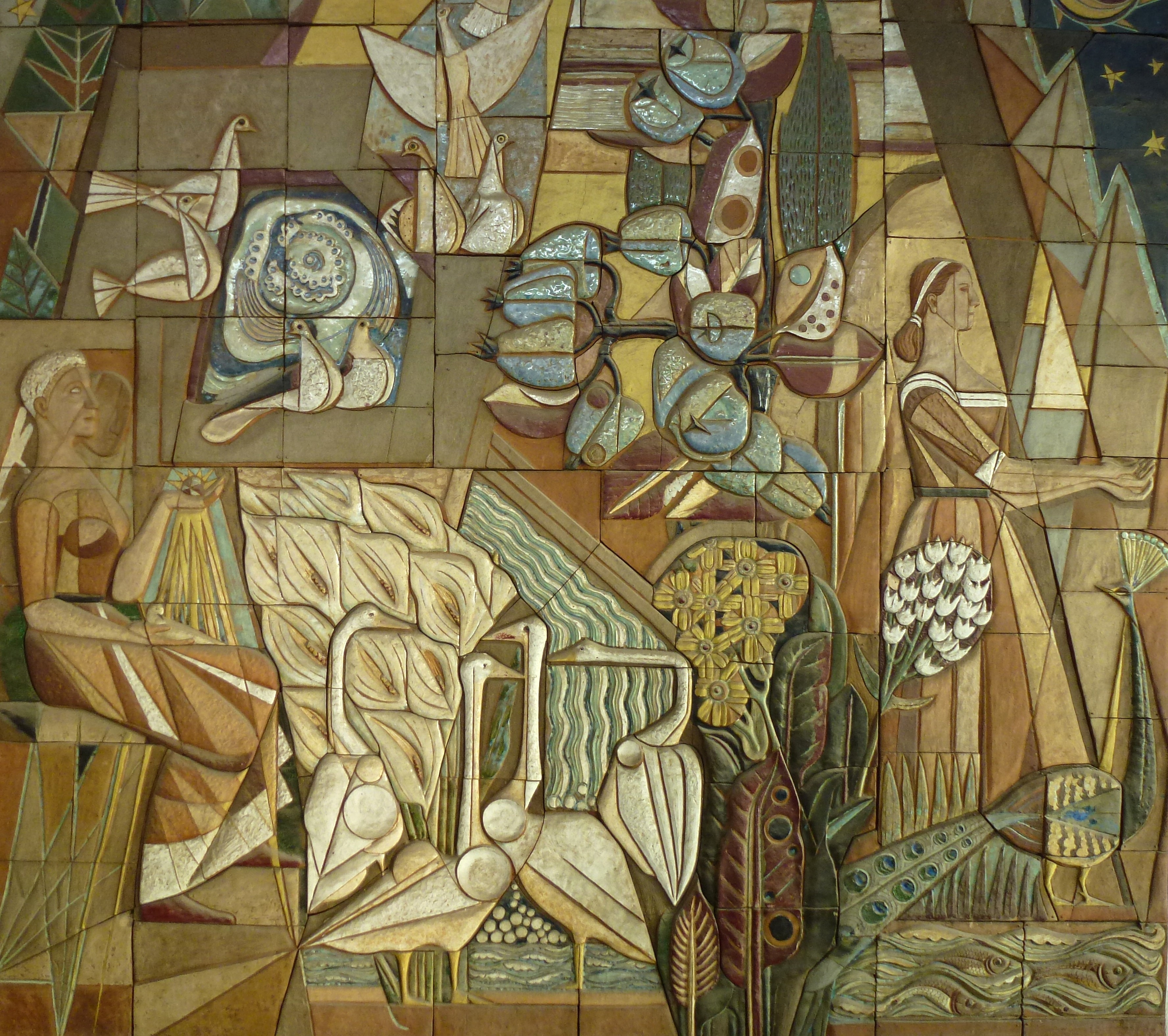
"Svanbrunnen" av Tyra Lundgren
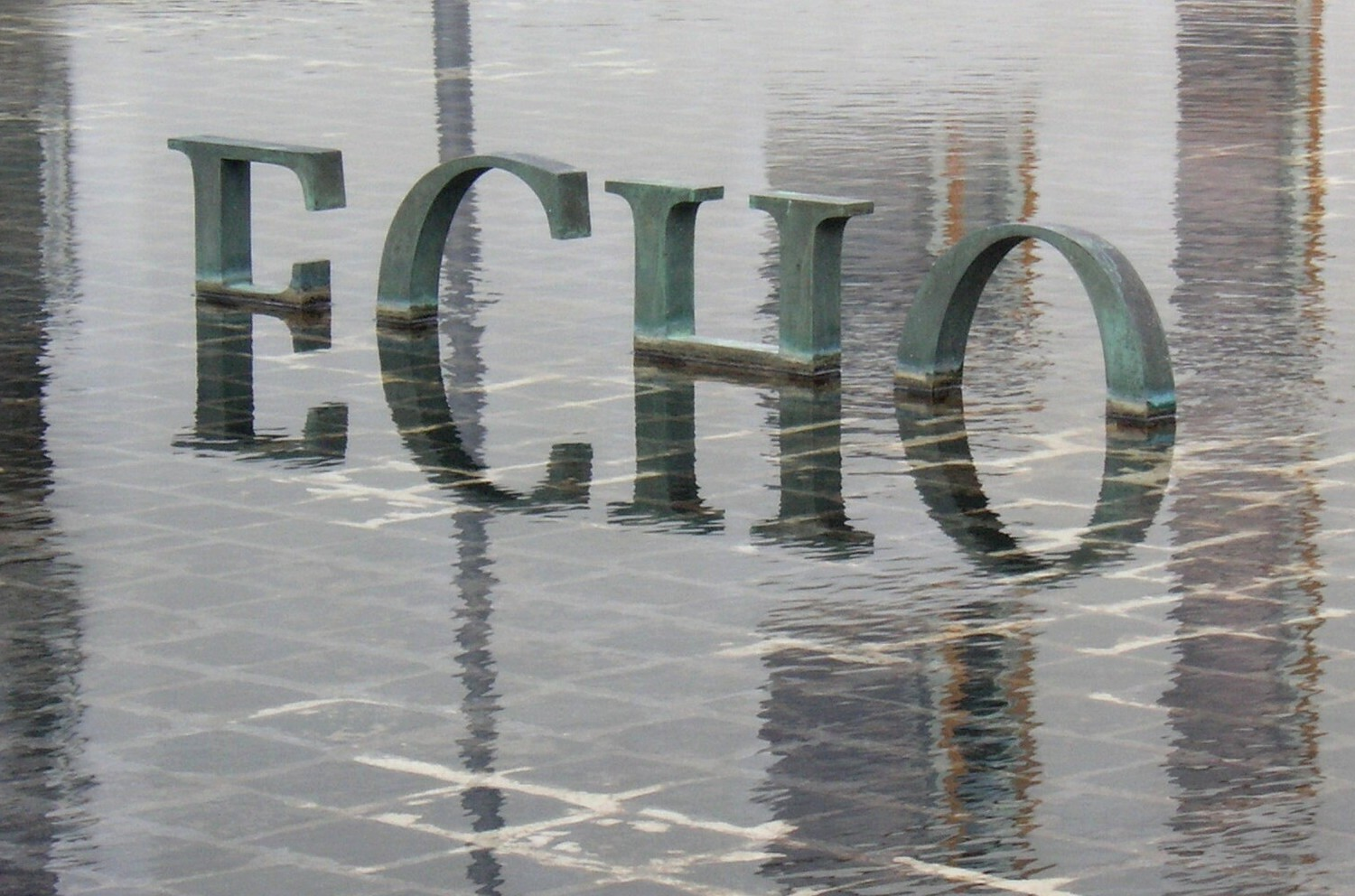
Del av vattenskulpturen "Body & soul" av Fredrik Wretman
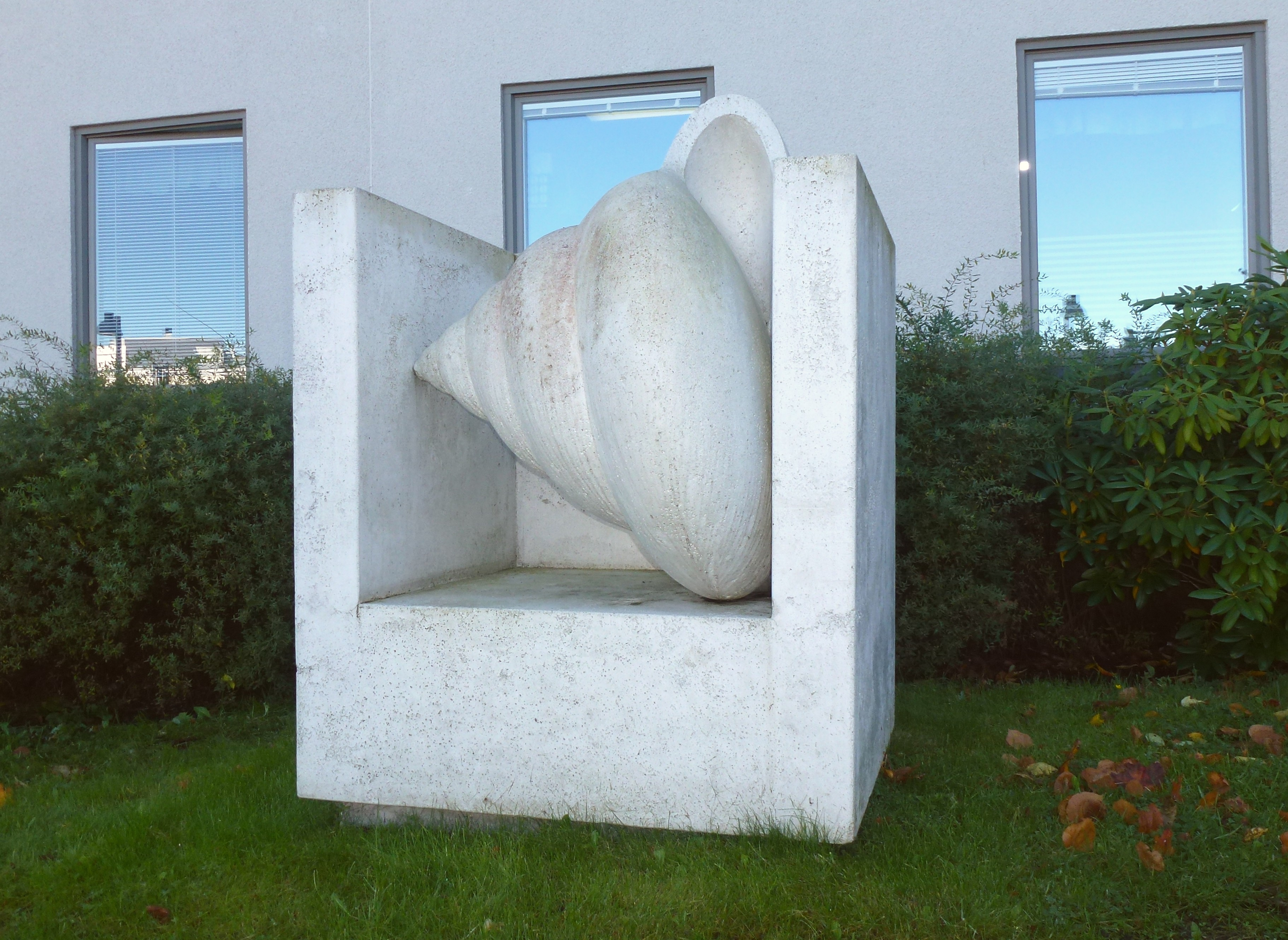
"Tills tidvattnet kommer" av Henjasaj N Koda

## Ombyggnader
Efter invigningen 1944 har ett flertal ombyggnader och förändringar genomförts. På 1950-talet uppfördes nya byggnader för vårdhemmet öster om huvudbyggnaden. Åren 2000–2003 gjordes en omfattande renovering, där bland annat den ursprungliga söderfasaden återskapades och huvudentrén flyttades till sitt ursprungliga läge. En ny, glasad entrébyggnad placerades framför fasaden och en rymlig entréhall med reception, restaurang, apotek och café byggdes. Samtidigt invigdes Europas modernaste centrum för bilddiagnostik. År 2005 invigdes Sveriges första akutmottagning för våldtagna kvinnor.

## Verksamhet

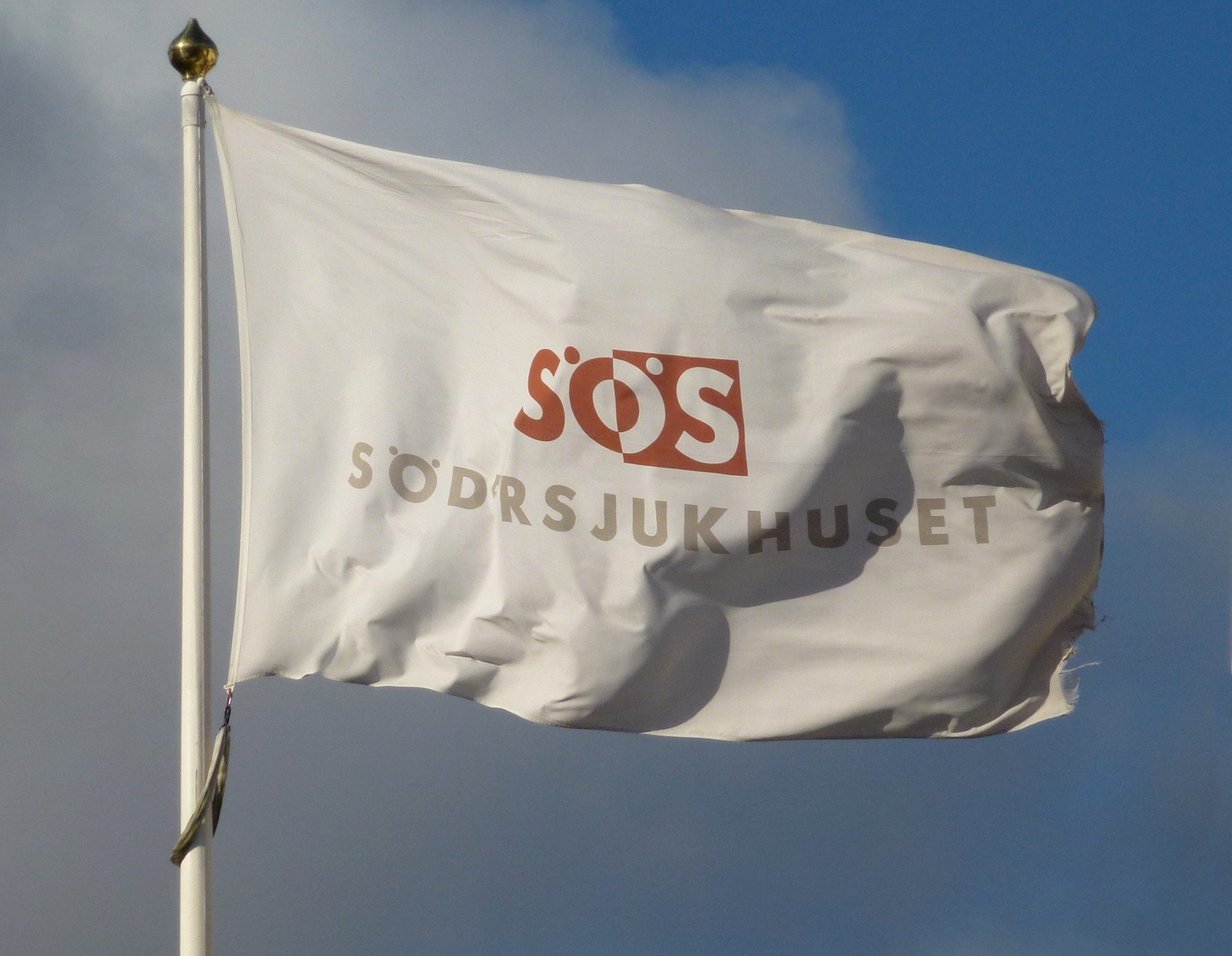
Södersjukhusets flagga.

År 1994 hade Södersjukhuset norra Europas största akutmottagning med omkring 100 000 besök per år och 200 000 vårddagar per år. År 2006 räknas mottagningen som Nordens största vad gäller antalet patientbesök.
På Södersjukhuset bedrivs också klinisk forskning med tonvikt på folksjukdomar. På sjukhusets kliniker utbildas blivande sjuksköterskor, läkare, sjukgymnaster, arbetsterapeuter och andra vårdstudenter. Det finns också ett flertal bostadshus för personalen. 

## Sachsska barn- och ungdomssjukhuset
Sjukhusets barn- och ungdomsklinik heter Sachsska barn- och ungdomssjukhuset. Kliniken har fått sitt namn efter det barnsjukhus, Sachsska barnsjukhuset, som tack vare ett legat i Simon Sachs testamente byggdes i början av 1900-talet och som kom att ligga nära den stora sjukhusbyggnaden när SöS byggdes. Kliniken vårdar numera varje år cirka 5 000 barn och ungdomar upp till 18 år på slutenvårdsavdelningarna och tar årligen emot omkring 70 000 besök i öppen barnsjukvård. Barnakuten tar emot 25 000 besök årligen. Sachsska barn- och ungdomssjukhuset är sedan 1980-talet en undervisningsklinik för studerande vid Karolinska Institutet. Gällande den ursprungliga byggnaden för barnsjukhuset, som nu används för andra ändamål, se Barn- och ungdomspsykiatriska kliniken.

## Södersjukhuset i siffror
- Sjukhuset innehåller omkring 5 300 lokaler med totalt 120 000 kvadratmeter
- Fasadytan är 65 000 kvadratmeter
- 4 287 fönster
- 659 vårdplatser
- 4 016 anställda under 2010
- 7 466 förlossningar under 2010
- 324 750 öppenvårdsbesök
- Omsättning: 3,4 miljarder kronor
- Ägare: Region Stockholm

## Katastrofsjukhuset

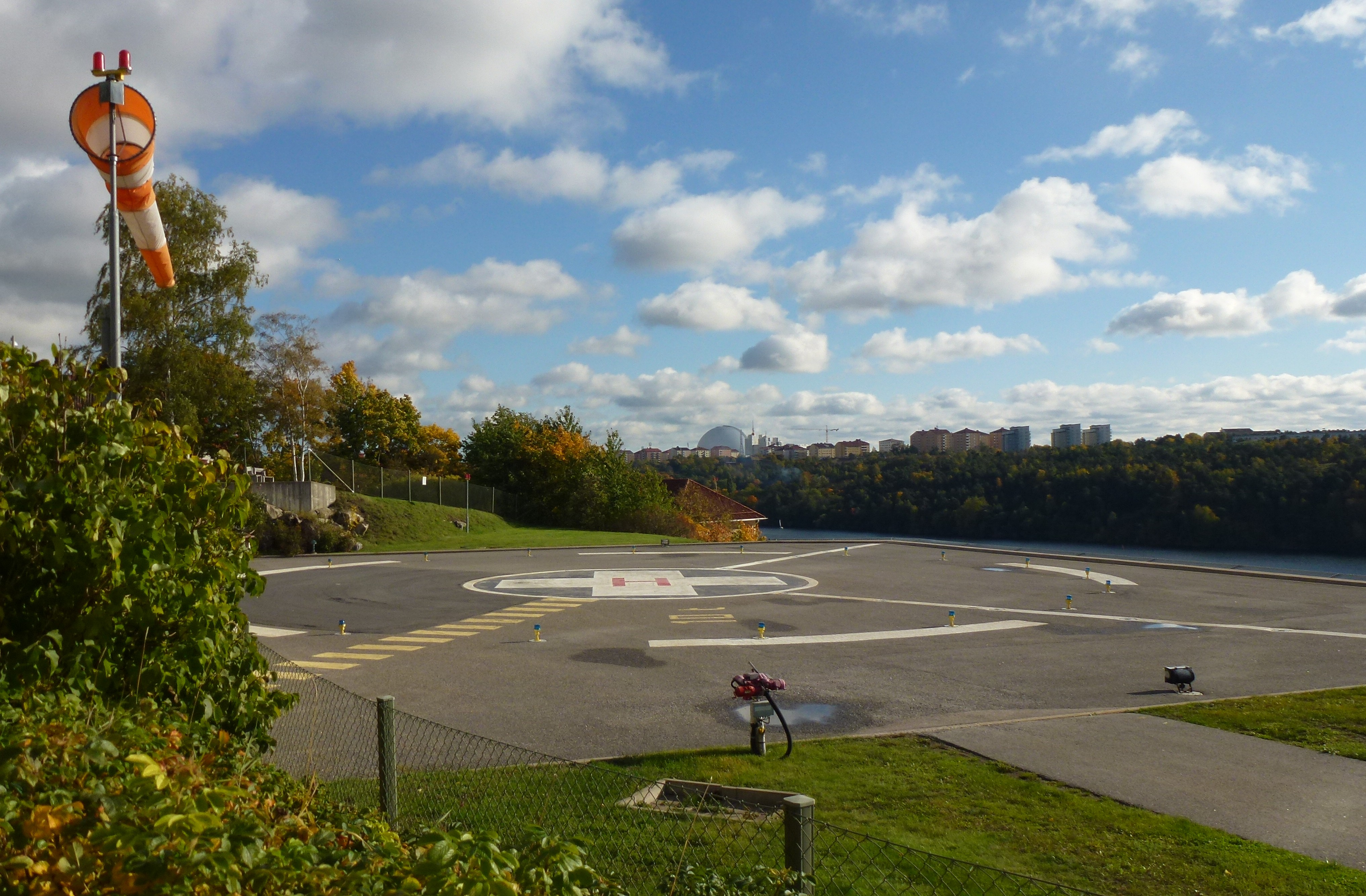
Södersjukhusets "Heliport", 2012.

Ett akut- och katastrofmedicinskt centrum (Disaster Emergency Center, DEMC) vid Södersjukhuset färdigställdes och invigdes den 25 november 1994. Det ligger i ett 4 700 m² stort bergrum under sjukhusbyggnaden och kan på kort tid göras i ordning att kunna ta emot 160 patienter. Katastrofsjukhuset är vid krisläge självförsörjande på el, vatten, radio- och telekommunikationer. Pulsådern i anläggningen är en 170 meter lång huvudkorridor. Från huvudkorridoren mynnar tolv skepp ut, som långsmala bergrum, åt båda håll. I dem ryms bland annat akutmottagning, operationsavdelning med fyra operationsbord, intensivvårdsavdelning, uppvakning och vårdavdelning samt en saneringsanläggning. Bergrummet ligger i nära anslutning till Årstaviken och kan nås via båt, tåg, bil och helikopter.

### Järnvägstunnel
Under Södersjukhuset, insprängt i berget, går en 550 meter lång järnvägstunnel med ett, sedan många år oanvänt, industrispår mellan Stockholm södra och Norra Hammarbyhamnen, som även har en tunnelförbindelse under Fåfängan med Stadsgårdshamnen. Spåret anlades i samband med att sjukhuset byggdes. Då fanns även planer att inrätta ett krigssjukhus under Sös. Ett bergrum sprängdes ut, men intresset svalnade efter freden 1945. Kvar blev bara råberget, som sedan användes som förråd. Här anordnades sedermera Sös akut- och katastrofmedicinska centrum.